# Тинн, Джон

Герб сэра Джона Тинна

Сэр Джон Тинн (англ. Sir John Thynne; ок. 1515 — 21 мая 1580) — английский дворянин, стюард Эдварда Сеймура, 1-го герцога Сомерсета (ок. 1506—1552) и член парламента. Он был строителем Лонглит-хауса, и его потомки стали маркизами Бата.

## Ранняя жизнь
Семья Тинна также использовала фамилию Ботвилл (или Ботфилд), поэтому часто называли Тинна псевдонимом Ботвилл.
Джон Тинн родился в Черч-Стреттоне, графство Шропшир, в 1515 году и был старшим сыном Томаса Тинна, или Ботвилла, и его жены Маргарет, дочери Томаса Эйннса. Его дядя Уильям Тинн был придворным при дворе короля Генриха VIII и литературным редактором. Однако нет никакой другой информации о юности Джона Тинна, на которую, возможно, повлиял его дядя при дворе.

## Карьера
Первое упоминание о Джоне Тинне в 1535 году, когда он был на службе у Томаса де Вокса, 2-го барона Вокса из Херроудена. В сохранившейся учётной книге он входил в состав сорока шести слуг лорда Вокса из Херроудена с 2 августа по 28 октября 1535 года.
В период с марта по ноябрь 1538 года Джон Тинн, описанный как слуга лорда Хартфорда, подал иск в Канцлерский суд в отношении пасторского дома в Уилби, Нортгемптоншир, утверждая, что он был ошибочно исключён из него лордом Воксом.
В 1536 году Джон Тинн стал стюардом (управляющим) Эдварда Сеймура (к тому времени уже виконта Бошана), в течение короткого периода, когда сестра Сеймура Джейн была королевой Англии Генриха VIII Тюдора. Эдвард Сеймур позже стал маркизом Хартфордом и герцогом Сомерсетом. Джон Тинн оставался на своём посту управляющего до казни Эдварда Сеймура за измену в 1552 году. Сеймур построил большие поместья в Лондоне и на западе Англии, не в последнюю очередь после того, как он стал лордом-протектором Англии и первым герцогом Сомерсетом в 1547 году, в то время как его племянник Эдуард VI Тюдор был королём. Джон Тинн, трудолюбивый слуга, процветал так же, как и его хозяин.
В 1542 и 1544 годах Джон участвовал под командованием Эдварда Сеймура в военных экспедициях на север. Вероятно, он участвовал в битве при Солуэй-Мосс в 1542 году и был посвящён в рыцари после победы в битве при Пинки в 1547 году. Также в 1547 году Джон Тинн стал свободным гражданином Лондонского сити и членом Почитаемой компании купцов.
Прежде чем он долгое время был управляющим Сеймура, Джон Тинн начал строить свои собственные поместья на западе Англии и в Оксфордшире. 11 апреля 1539 года он взял в аренду на двадцать один год дом священника Клотона в Девоне, когда его описали как жителя Лондона. Его самым большим призом был бывший картезианский монастырь Лонглит вместе с землёй в трёх приходах на границах Уилтшира и Сомерсета, которую он купил за свой счёт в 1540 году. Другие владения бывших монастырей Лонглит и Хинтон Чартерхаус были пожалованы короной Эдварду Сеймуру, который продал их своему управляющему Джону Тинну 25 июня 1541 года. Это создало значительное поместье недалеко от собственного Сеймура в Мейден-Брэдли. Начиная с 1546 года, Джон Тинн потратил более тридцати пяти лет на строительство большого дома в Лонглите.
Джон Тинн стал членом Палаты общин от Марлборо в 1545 году (а также, возможно, в 1539 и 1542), и Солсбери в 1547 году. Историк Мальборо, Джеймс Уэйлен, сообщал, что Джон Тинн дважды был членом для Мальборо до 1545 года. Это подтверждается облигацией за £33 от корпорации Мальборо, который Thynne держал в марте 1544, примерно равный его депутатской заработной платы два шиллинга в день на протяжении трёх сессий парламента 1539 и в первых двух сессиях один из 1542. Он также был шерифом Сомерсета и Дорсета в 1548—1549 годах.
В 1549 году Джон Тинн сделал богатую партию, женившись на Кристиане, дочери сэра Ричарда Грэшема.
Герцог Сомерсет лишился власти в 1549 году, и Джон Тинн был дважды заключён в тюрьму в Лондонский Тауэр. Сомерсет был арестован в Виндзоре 11 октября 1549 года, а 13 октября Тинн был направлен в Тауэр с Уильямом Греем, сэром Томасом Смитом, сэром Майклом Эдвардом Стэнхоупом и Эдвардом Вольфом, которые были описаны как «основные инструменты и советники герцога … дела его дурного правительства». В августе 1550 года он был помилован, и всё его имущество и офисы были восстановлены, но он был снова помещен в Тауэр 16 октября 1551 года. После казни Сомерсета, как и другие его последователи, которых пощадили, Джон Тинн потерял свои офисы и большую часть своей земли, и был оштрафован на крупный штраф. Он удалился в Лонглит и вёл там деревенскую жизнь.
Джон Тинн поддержал королеву Марию Тюдор 19 июля 1553 года, провозгласив её королевой в Уорминстере, где он был главным стюардом, но под её правлением он продолжал жить в Уилтшире.
Когда королева Елизавета I унаследовала трон, многие друзья Джона Тина вернулись к власти, и он снова смог расширить свои владения и восстановить некоторые из своих постов.
Джон Тинн снова был членом парламента от Уилтшира в 1559 году, от Грейт-Бедвина в 1563 году, снова от Уилтшира в 1571 году и от Хейтсбери в 1572 году. Он был главным шерифом Уилтшира в 1568—1569 годах, и хранителем рукописей (Custos rotulorum) и мировым судьёй Уилтшира с 1558—1559 года до своей смерти.
Когда Джон Тинн скончался в 1580 году, он оставил своим потомкам поместья в Уилтшире, Глостершире, Сомерсете и Оксфордшире, а также собственность в городах Лондоне, Вестминстере и Бристоле. Он был погребён в приходской церкви в Лонгбридже Деверилле, Уилтшир. На его похоронах платья были вручены шестидесяти беднякам, траурные костюмы шестидесяти одному слуге и плащи множеству джентльменов, а расходы на похороны составили 380 фунтов стерлингов, 8 шиллингов и 3 пенса.

## СтроительствоЛонглита

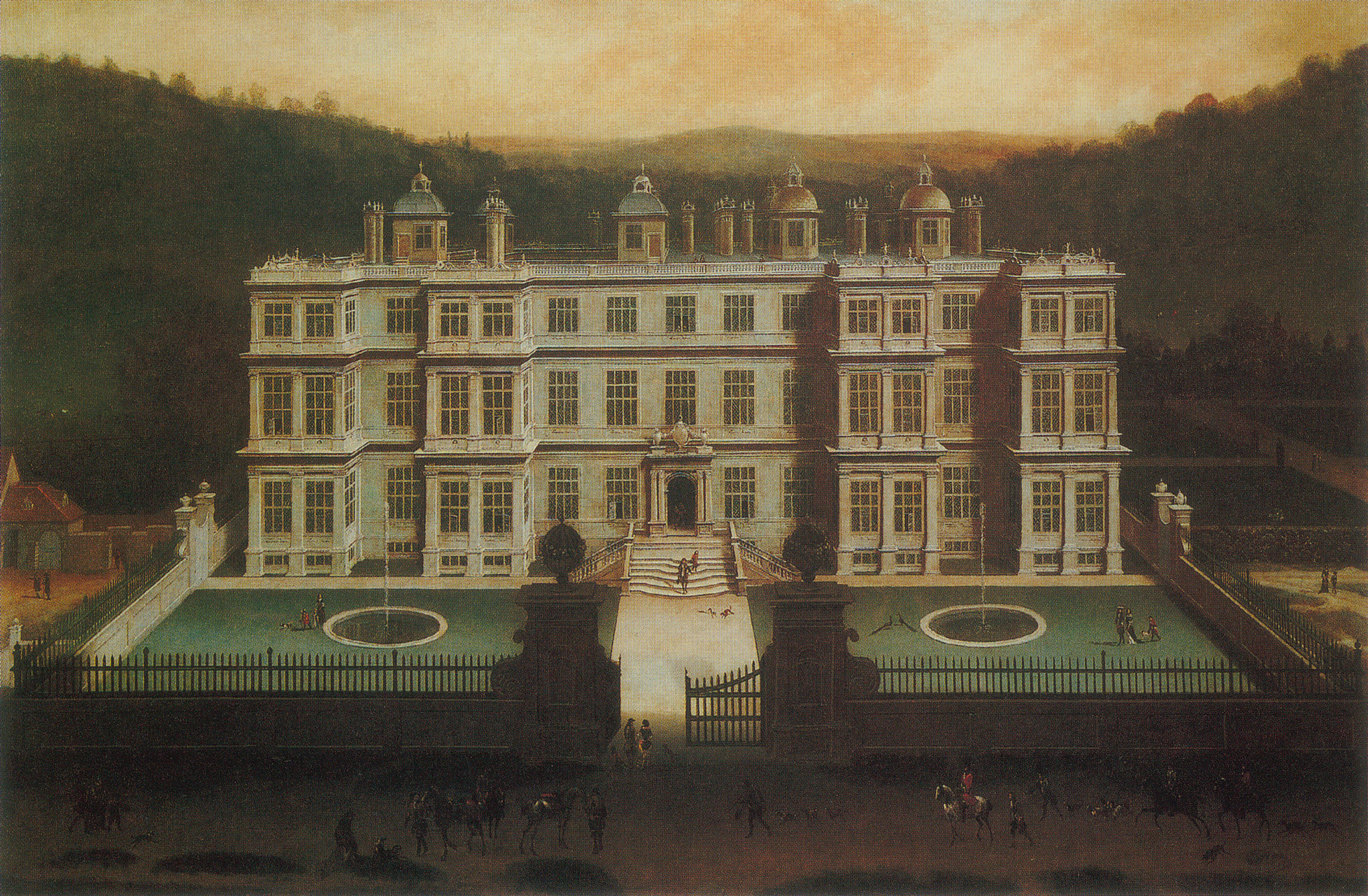
Лонглит-хаус, Ян Сиберехтс, 1675 год

Джон Тинн руководил строительством большого дома Сеймура на холме под названием Бедвин Брейл в Грейт-Бедвин в Уилтшире, который должен был заменить его родовое место — Вольф-Холл. Дом был недостроен, когда Эдвард Сеймур был отстранен от власти, но сохранилась переписка, датированная между ноябрем 1548 и июнем 1549 года, которая показывает, что Тинн руководил его планами. Он также участвовал в строительстве Сомерсет-хауса Сеймура в Лондоне.
В Лонглите Джон Тинн потратил тридцать семь лет на то, чтобы спроектировать и построить свой собственный большой неоклассический дом с четырьмя фасадами, дорическими, ионическими и коринфскими пилястрами и эркерами, расположенными регулярно. Будучи перфекционистом, он нанимал только лучших мастеров, в том числе английского мастера-каменщика и архитектора Роберта Смитсона и французского каменщика Алана Мейнарда . Он потерпел неудачу в 1567 году, когда в доме случился сильный пожар . Однако в течение длительного процесса строительства Лонглит стал центром новой строительной школы. Смитсон продолжал проектировать Хардвик-холл, Уоллатон-холл, Берли-хаус и Бертон-Агнес-холл, и в Оксфордском национальном биографическом словаре Марк Жируард описал его как «сильнейшую архитектурную личность, выжившую с елизаветинских и якобинских времен».

## Браки и дети
Тинн был дважды женат. В 1549 году он женился первым браком на Кристиане Грешем, дочери сэра Ричарда Грешема и сестре сэра Томаса Грешема, основателя Королевской биржи. Их брачное соглашение было подписано в январе 1549 года. От Кристианы Грэшем у него было три сына и шесть дочерей, в том числе:
- Джон Тинн (21 сентября 1555 — 21 ноября 1604), старший сын и наследник. Он был посвящен в рыцари королем Яковом I 11 мая 1603 года, через четыре дня после того, как Яков прибыл, чтобы принять английскую корону. Он женился на Джоан Хейворд, дочери сэра Роуленда Хейворда, дважды лорда-мэра Лондона, от его жены Джоан Тиллсворт, дочери и наследницы сэра Уильяма Тиллсворта. Джоан Хейворд привезла семье Тинн новые поместья в Шропшире и других местах[7] .
- Дороти Тинн (похоронена 25 сентября 1592 года), жена сэра Джона Стрэнджуэйса (ок. 1548—1593) из Мелбери-хауса, Мелбери Сэмпфорд, Сомерсет, и Эбботсбери в Дорсете, шерифа Дорсета[8] . Их третьим сыном и возможным наследником был сэр Джон Стрэнджуэйс (1585—1666), член парламента.
- Энн Тинн, жена Джона Коула
- Фрэнсис Тинн, который женился на Элис Нокер
- Томас Тинн, который женился на Эмили Бембридж
- Элизабет Тинн, жена Джона Чемберлена
- Кэтрин Тинн, которая вышла замуж, во-первых, за Уолтера Лонга (1565—1610), а во-вторых, за Хью Фокса
- Фрэнсис Тинн
- Мэри Тинн

Во второй раз, в 1566 году, после смерти своей первой жены, он женился на Дороти Роутон, дочь сэра Уильяма Роутона (1509—1559) из Брод-Хинтона. Она пережила мужа и вновь вышла замуж за Кэрью Рэли из Даунтона-хауса возле Солсбери, члена парламента от Даунтон в 1604 году, и брата сэра Уолтера Рэли. У Джона Тинна и Дороти Роутон было пять сыновей :
- Эгремонт Тинн, который женился на Барбаре Калторп
- Генри Тинн, который женился на Элизабет Чадли
- Чарльз Тинн, дважды член Палаты общин
- Эдвард Тинн, женившийся на Теодосии Мэннерс
- Уильям Тинн, который женился на Элис Тэлбот

## Поздние потомки
В 1641 году правнук Джона Тинна Генри Фредерик Тинн (1615—1680) был создан баронетом в баронетстве Англии , а в 1682 году его сын, сэр Томас Тинн, 2-й баронет, получил титул 1-го виконта Уэймута. В 1789 году Томас Тинн, 3-й виконт Уэймут (1734—1796), стал 1-м маркизом Бата. Линия прямых потомков сэра Джона Тинна продолжается до сегодняшнего дня в лице Кевлина Тинна, 8-го маркиза Бата (род. 1974).